# 萎凋病
萎凋病（いちょうびょう）は、植物が微生物に感染して突然と枯れてしまう病害の一種。「萎ちょう病」と表記されることもある。

## フザリウム病
F. oxysporumの寄生によって生じる導管病やF. solaniの寄生によって生じる根腐病を総称して「フザリウム病」といい、それぞれの作物に現れる症状に応じて病名が付けられており、トマトなどに萎凋病（萎ちょう病）と呼ばれる病気がある。

### 種類
アルファルファ萎凋病
アルファルファ萎凋病菌（Fusarium oxysporum f.sp. medicaginis）が寄生したアルファルファにみられる。
エンドウ萎凋病
エンドウ萎凋病菌（Fusarium oxysporum f.sp. pisi）が寄生したエンドウにみられる（エンドウにのみ寄生する）。葉が淡黄色になり、後に植物の先端が堅くなっていき、葉は張りを失い萎れて枯死する。
カーネーション萎凋病
カーネーション萎凋病菌（Fusarium oxysporum f.sp. dianthi）が寄生したカーネーションにみられる。
シクラメン萎凋病
シクラメン萎凋病菌（Fusarium oxysporum f.sp. cyclaminis）が寄生したシクラメンにみられる。
トマト萎凋病
トマト萎凋病菌（Fusarium oxysporum f.sp. lycopersici）が寄生したトマトにみられる。

### 半身萎凋病との区別
糸状菌のバーティシリウム・ダーリエ（Verticillium dahliae）でも萎凋性病害が引き起こされ、こちらは一般的に半身萎凋病と呼ばれるが、同菌が引き起こすものにもかかわらずイチゴ萎凋病のように「半身萎凋病」と名付けられていないものもある。

## 樹木萎凋病
ブナ科樹木萎凋病やマツ材線虫病など病原菌の甲虫類（媒介甲虫）の虫媒伝染によって樹木の萎凋や枯死を生じる病気を樹木萎凋病という。
ブナ科樹木萎凋病
ナラ類を中心に集団枯死をもたらすもので、糸状菌の一種（Raffaelea quercivora）を病原体とし、これをカシノナガキクイムシが感染させる。ブナ科樹木萎凋病を参照。
マツ材線虫病
線虫の一種であるマツノザイセンチュウに感染することで生じる病気。マツ材線虫病を参照。